# In Ulm. um Ulm. für Ulm.
in Ulm. um Ulm. für Ulm. (Kurzform: Ulm hoch 3) war eine nicht-mitgliedschaftlich organisierte Wählervereinigung in Ulm, die ausschließlich zur Kommunalwahl 2014 antrat.
Ulm hoch 3 wurde im Vorfeld der Kommunalwahl 2014 gegründet und konnte auf Anhieb einen Sitz im Gemeinderat erringen. Die Stadträtin Denise Niggemeier bildete bis März 2016 mit den Grünen die „GRÜNE Fraktion Ulm3“. Am 18. März 2016 gab Niggemeier ihren Beitritt zu den Grünen bekannt, woraufhin sich ihre Fraktion wieder in „GRÜNE Fraktion“ umbenannte. Bei der Kommunalwahl 2019 trat Niggemeier dann für die Wählervereinigung BLO – Bündnis Lebenswerte Ortschaften an.
Die Wählervereinigung wurde von der Piratenpartei unterstützt, die 2014 in Ulm nicht mit einer eigenen Liste zur Kommunalwahl antrat, ist allerdings parteiunabhängig.